# 1729 na literatura

## Nascimentos
| Data          | Nome                     | Profissão           | Nacionalidade | Observações | Ref |
| ------------- | ------------------------ | ------------------- | ------------- | ----------- | --- |
| 22 de Janeiro | Gotthold Ephraim Lessing | escritor e filósofo | Alemanha      | m. 1781     |     |
| 4 de junho    | Cláudio Manuel da Costa  | poeta               | Brasil        | m. 1789     |     |

## Mortes
| Data          | Nome             | Profissão          | Nacionalidade | Observações | Ref |
| ------------- | ---------------- | ------------------ | ------------- | ----------- | --- |
| 19 de Janeiro | William Congreve | poeta e dramaturgo | Inglaterra    | n. 1670     |     |
| 1 de Setembro | Richard Steele   | escritor           | Irlanda       | n. 1672     |     |